# Гуляев, Геннадий Леонтьевич
Геннадий Леонтьевич Гуляев (23 января 1916 — 3 октября 1979) — участник Великой Отечественной войны, председатель колхоза «Победа» Казанского района Тюменской области. Герой Социалистического Труда (1957).

## Биография
Геннадий Гуляев родился в селе Усово Ишимского уезда Тобольской губернии 23 января 1916 года.
С 1932 по 1936 год учился в Тюменском сельхозтехникуме.
В 1936—1939 годах работал агрономом в Маслянской МТС.
В 1939 году был призван в ряды Красной Армии.
Окончил курсы с присвоением звания «младший лейтенант». Участник Великой Отечественной войны с 17 ноября 1941 года в составе 688-го артиллерийского полка, где продолжил службу и после окончания военных действий.
Гуляев в составе полка воевал на Западном, Волховском, Ленинградском, Прибалтийском и Украинском фронтах.
В военное время участвовал в Тульской оборонительной операции и в наступательном этапе Битвы за Москву. Особенно отличился во время боёв за освобождение города Зубцова, во время которого занимался разведкой и добывал сведения о местонахождении противника. Был награждён медалью «За боевые заслуги».
Принимал участие в прорыве блокады Ленинграда, Мгинской, Ленинградско-Новгородской, Режицко-Двинской и иных наступательных операциях. За «особо высокий уровень выполнения собственных обязанностей в чрезвычайно тяжёлых обстоятельствах» был награждён тремя боевыми орденами.
Уволен в запас в июле 1946 года.
После окончания войны трудоустроился старшим агрономом, спустя 6 лет получил повышение до председателя колхоза, занимаясь в первую очередь программой освоения целины. Грамотное использование современных технологий, а также выверенная организация распределения труда обеспечили высокую урожайность в Тюменской области.
Президиум Верховного Совета СССР 11 января 1957 года за особые достижения в освоении целины, а также за достижение высокой урожайности присвоил Геннадию Леонтьевичу Гуляеву звание Героя Социалистического Труда с вручением ордена Ленина и золотой медали «Серп и Молот».
В марте 1961 года Геннадий Леонтьевич Гуляев стал главным агрономом совхоза «Дубынский» Казанского района. Два года занимал должность председателя колхоза, но затем вернулся к работе главного агронома.
С 1974 года — председатель местного комитета народного контроля.
С 1976 по 1979 год — председатель районного совета ветеранов.
Умер 3 октября 1979 года. Похоронен в селе Казанском Казанского района Тюменской области.

## Награды
- Орден Ленина (11.01.1957)[2]
- Орден Отечественной войны 1-й степени (27.04.1945)[5]
- Орден Отечественной войны 2-й степени (16.02.1944)[2]
- Орден Красной Звезды (16.11.1943)[2]
- Медаль «За боевые заслуги» (26.08.1942)[2]
- Медаль «За оборону Ленинграда» (15.06.1943)[6]
- Медаль «За оборону Москвы» (01.05.1944)[7]

## Память
- Памятная стела установлена на Аллее Героев в селе Казанское.